# Carl Scarborough
Carl Scarborough est un pilote automobile américain, né le 3 juillet 1914 et mort le 30 mai 1953, lors des 500 miles d'Indianapolis 1953, deuxième épreuve du championnat du monde de Formule 1. 
Carl Scarborough est mort d'épuisement à cause de la chaleur. Il s'était retiré de la course au 69e tour et est mort plus tard dans le poste médical du circuit. Après sa mort, les responsables de la course ont annoncé des plans pour que les véhicules des 500 miles d'Indianapolis possèdent une ventilation appropriée. 